# Allegro de concert
Allegro de Concert, op. 46, ist ein Werk für Klavier solo, veröffentlicht im November 1841. Die Geschichte ist etwas unklar, aber Beweise unterstützen die Ansicht Robert Schumanns und anderer, dass dieses Stück wohl als erster Satz eines projektierten dritten Klavierkonzertes gedacht war, von welchem die Orchesterstimmen entweder nicht vorhanden sind oder überhaupt nicht geschrieben wurden. Es gibt keinen Beweis dafür, dass Chopin mit der Erstellung der anderen Sätze begonnen hat.

## Geschichte

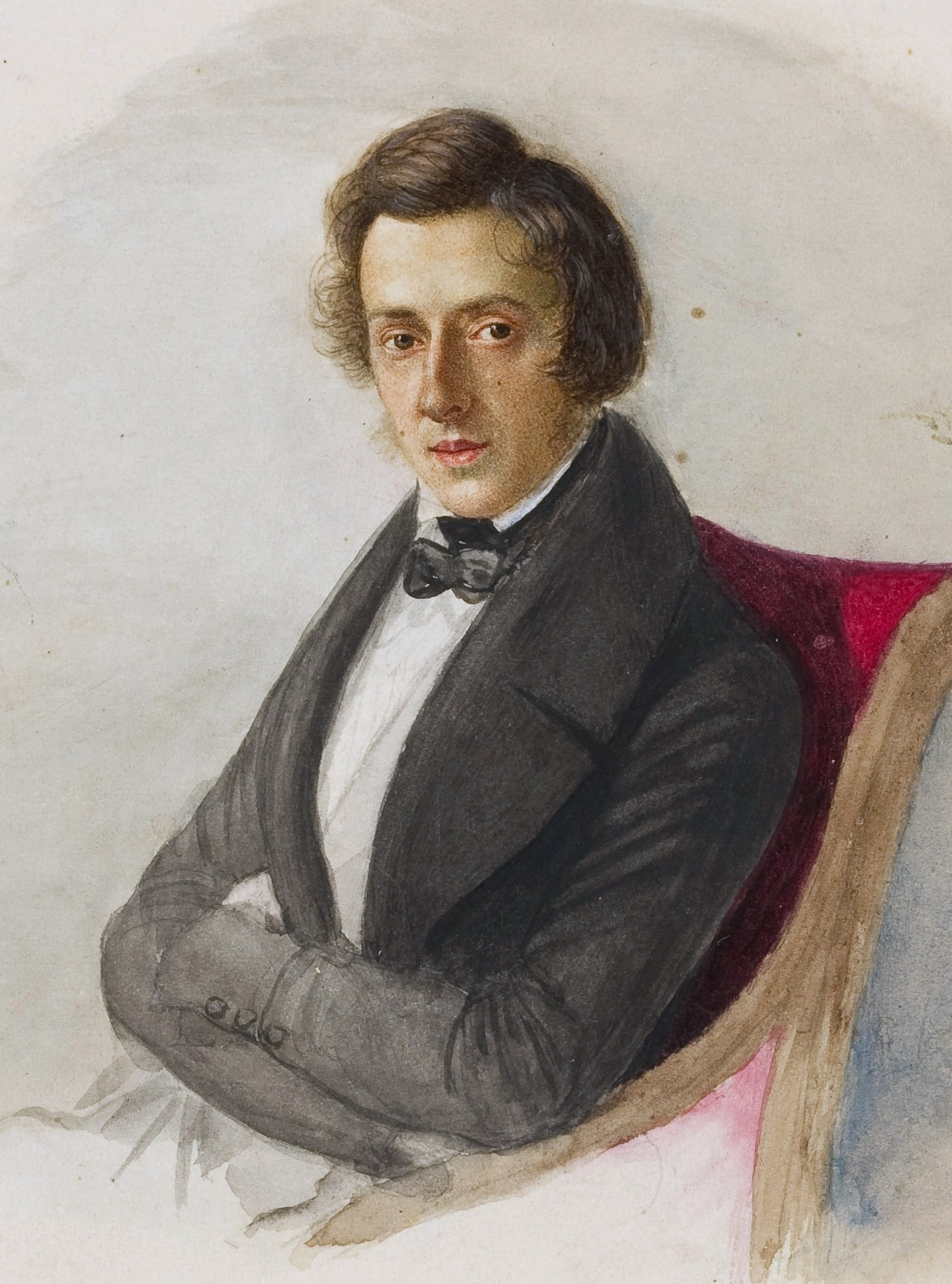
Frédéric Chopin, 1836

Chopin veröffentlichte seine beiden Klavierkonzerte im Jahre 1830. Im selben Jahr schrieb er, dass er ein Konzert für zwei Klaviere und Orchester plane und es mit seinem Freund Tomasz Napoleon Nidecki spielen würde, wenn er es denn beenden könne. Er arbeitete einige Monate daran, aber hatte große Schwierigkeiten damit. Das Werk kam nie zustande.
Es gibt auch Hinweise darauf, dass Chopin die Arbeit an einem dritten Konzert für Klavier und Orchester begann. In seiner Untersuchung Chopin: The Piano Concertos zitiert John Rink einen unveröffentlichten Brief Chopins vom 10. September 1841, in dem dieser dem Verlag Breitkopf & Härtel ein „Allegro maestoso (des 3. Konzerts) für Klavier solo“ für 1000 Franken anbot. Im November 1841 veröffentlichte Schlesinger dann das Allegro de Concert, welches eine Tempoangabe „Allegro maestoso“ trägt. Auch Breitkopf & Härtel veröffentlichte es im Dezember desselben Jahres. Das Werk hat die allgemeinen Charakteristiken eines Konzertes aus dieser Zeit. Es enthält eine ausführliche Einleitung und einen Abschnitt, der einem Klavier-Solo-Teil entspricht. Es scheint klar, dass das „Allegro maestoso“ in Chopins Brief das Stück ist, welches zwei Monate später als Allegro de Concert, op. 46 veröffentlicht wurde.
Die ersten Skizzen des Stückes wurden um 1832 entworfen, aber es ist nicht bekannt, wann der Rest des Stückes geschrieben wurde. Chopin widmete es Friederike Müller (1816–1895), einer seiner Lieblingsschülerinnen, die 18 Monate (1839–1841) bei ihm studierte. Franz Liszt gab ihr den Spitznamen „Mademoiselle opus quarante-six“ („sechsundvierzig“, die Opuszahl des Werks in französischer Sprache).

## Details
Das Werk bereitet Pianisten immense technische Schwierigkeiten: Dichte musikalische Texturen, komplexe und leichte Fingerarbeit, massive Akkordsprünge der linken Hand, Triller, Terzskalen und schwierige Oktaven. Aus diesem Grund gilt es als eines der schwierigsten Stücke von Chopin.
Es hat relativ wenig Aufmerksamkeit in den Konzertsälen oder als Aufnahmen erhalten und es ist auch im Kreis der Musikliebhaber nicht sehr bekannt. Pianisten wie Claudio Arrau, Nikolai Demidenko, Garrick Ohlsson, Nikita Magaloff, Vladimir Ashkenazy and Roger Woodward haben dieses Werk eingespielt.
Obwohl einige Kritiker das Werk nicht positiv aufnahmen, scheint Chopin selbst sehr stolz darauf gewesen zu sein. Er sagte Aleksander Hoffmann: „Dies wird das erste Stück sein, welches ich in meinem ersten Konzert spielen werde, wenn ich nach Hause in ein freies Warschau zurückkehre.“ Chopin kehrte nie nach Warschau zurück, und es ist dies  vielleicht der Grund, dass es keine Aufzeichnungen gibt, die von einer öffentlichen Aufführung berichten. Es scheint auch keinerlei Hinweise auf die erste öffentliche Aufführung zu geben. (Claude Debussy spielte es im Pariser Konservatorium im Juli des Jahres 1879.)

## Orchestrierungen / Transkriptionen
Das Allegro de Concert wurde einige Male, wie es vermutlich ursprünglich von Chopin beabsichtigt war, für Klavier und Orchester arrangiert.
Jean Louis Nicodé erstellte zwei Versionen, eine für zwei Klaviere und eine spätere für Klavier und Orchester. Jedoch fügte er verschiedene Teile einer eigenen Schöpfung hinzu. Diese Version wurde zum ersten Mal von der niederländischen Pianistin Marie Geselschap in New York City mit einem Orchester unter der Leitung von Anton Seidl gespielt.
In den frühen 1930er Jahren schuf Kazimierz Wiłkomirski eine weitere Orchestrierung, die sich treu an Chopins veröffentlichte Partitur hielt. Die Weltpremiere dieser Version wurde von Michael Ponti mit dem Berliner Sinfonie Orchester unter Volker Schmidt-Gertenbach aufgenommen.
Der australische Pianist Alan Kogosowski ging noch weiter. Neben der Rekonstruktion und Ergänzung von Chopins Musik benützte er die Musik von Chopins Nocturne in cis-Moll op. posth. „Lento con gran espressione“ und des Boleros in C-Dur-a-Moll op. 19, um die Sätze zwei und drei zu konstruieren. Er führte dieses Werk unter dem irreführenden Titel Chopins Klavierkonzert Nr. 3 in A-Dur am 8. Oktober 1999 mit dem Detroit Symphony Orchestra unter Neeme Järvi auf.
Der österreichische Pianist Ingolf Wunder orchestrierte das Werk nach Chopins originaler Partitur und spielte es mit den Warschauer Philharmonikern im Jahr 2015 für die Deutsche Grammophon ein.